# La chica de la suerte
La chica de la suerte es una película muda de 1928 dirigida por Robert Z. Leonard. La película está basada en Little Angel de Leroy Scott y es la última película muda de Norma Shearer. A pesar de que la película se estrenó con escenas de diálogo añadidas, la voz de Shearer no pudo ser escuchada.

## Reparto
- Norma Shearer como Dolly "cara de ángel" Morgan Crandall.
- Lowell Sherman como Bradley / "Brad".
- Gwen Lee como Gwen.
- Johnny Mack Brown como Steve Crandall.
- Eugenie Besserer como Ma Crandall.
- Buddy Messinger como Hank Crandall.